# Tatogaster nigra
Tatogaster nigra (лат.) — вид наездников-ихневомнид, единственный в составе рода Tatogaster и подсемейства Tatogastrinae (Ichneumonidae). Встречается в Южной Америке (Аргентина, Чили).

## Описание
Ихневмониды среднего размера (длина переднего крыла около 6 мм). Мандибула удлинённая, с двумя зубцами. Нижнечелюстной щупик с пятью сегментами, лабиальный щупик с четырьмя сегментами. Антенна длинная, с 30-31 флагелломерами; тилоиды отсутствуют. Наличник крупный, отделён от лица бороздкой, на вершина наличника со срединной парой мелких тупых зубцов; стернаулюс мезоплевр короткий; вершина передней голени с зубцом на дорсальном крае; проподеум длинный с нешироким профилем, с переднелатеральными углами проподеума приподняты в виде низких гребней, которые нависают над дыхалцем; переднее крыло с сидячей ареолой треугольной формы, и с ячейкой 3Cu со слабой придаточной жилкой, берущей начало на апикальном конце жилки 2/1A и параллельно краю крыла; метасомальный сегмент 1 длинный; метасома сильно сжата латерально; яйцеклад примерно такой же длины, как высота метасомы на вершине, с дорсальной субапикальной выемкой; ножны яйцеклада широкие и плоский. Средние и задние голени с двумя вершинными шпорами. Биология неизвестна.

## Систематика
Вид был впервые описан в 1971 году и первоначально включён в подсемейство Microleptinae. Подсемейство Tatogastrinae для этого вида и монотипического рода впервые было выделено в 1990 году. Морфологический анализ Quicke et al. (2009) и их объединённый анализ морфологии и генетики 28S D2-D3 показал, что Tatogastrinae является сестринской группой по отношению к Mesochorinae, а оба подсемейства связаны с различными трибами Ctenopelmatinae. С точки зрения морфологии, сходный крупный ромбический ареолет у Tatogastrinae и Mesochorinae был отмечен как возможная синапоморфия этих двух таксонов, хотя было отмечено и несколько различий (наличие дорсальной выемки на яйцекладе у Tatogastrinae, отсутствие глиммы и отсутствие стержневидных гонофорцепсов). Анализ 2019 года не обнаружил доказательств, подтверждающих родственные связи с Ophioninae или Mesochorinae (за исключением загадочного рода Chineater), но он предполагает родство Tatogastrinae с Ctenopelmatinae, хотя и со слабой поддержкой.